# Mistrzostwa Polski w Podnoszeniu Ciężarów Kobiet 2012
19. edycja mistrzostw Polski w podnoszeniu ciężarów kobiet odbyła się w dniach 1-3 maja 2012 roku w Piekarach Śląskich.

## Wyniki
| Konkurencja: | Złoto:                                               | Wynik         | Srebro:                                  | Wynik        | Brąz:                                         | Wynik        |
| 48 kg        | Marzena Karpińska (Znicz Biłgoraj)                   | 189 (86+103)  | Agata Fus (Znicz Biłgoraj)               | 146 (63+83)  | Wioleta Jastrzębska (WLKS Siedlce)            | 146 (65+81)  |
| 53 kg        | Dominika Misterska-Zasowska (WLKS Siedlce)           | 163 (73+90)   | Agnieszka Zacharek (AKS Białogard)       | 157 (68+89)  | Malwina Chodor (Śląsk Wrocław)                | 155 (68+87)  |
| 58 kg        | Aleksandra Klejnowska-Krzywańska (Zawisza Bydgoszcz) | 199 (84+115)  | Joanna Łochowska (UKS Zielona Góra)      | 193 (87+106) | Natalia Kraszewska (Mazovia Ciechanów)        | 170 (76+94)  |
| 63 kg        | Anna Leśniewska (Mazovia Ciechanów)                  | 206 (90+116)  | Katarzyna Ostapska (MAKS Tytan Oława)    | 205 (89+116) | Martyna Mędza (WLKS Siedlce)                  | 198 (88+110) |
| 69 kg        | Patrycja Piechowiak (Budowlani Nowy Tomyśl)          | 195 (88+107)  | Jolanta Wiór (Andaluzja Piekary Śląskie) | 191 (86+105) | Milena Kruczyńska (UOLKA Ostrów Mazowiecka)   | 185 (80+105) |
| 75 kg        | Ewa Mizdal (Unia Hrubieszów)                         | 236 (105+131) | Katarzyna Lisewska (WLKS Siedlce)        | 201 (90+111) | Iwona Skwierczyńska (WLKS Siedlce)            | 172 (77+95)  |
| +75 kg       | Małgorzata Wiejak (Zawisza Bydgoszcz)                | 222 (102+120) | Sabina Bagińska (WLKS Siedlce)           | 216 (96+120) | Magdalena Pasko (Lechia Sędziszów Małopolski) | 212 (92+120) |